# علی عبدالله عید
علی عبدالله عید (انگلیسی: Ali Abdulla Eid؛ زادهٔ ۱۸ ژانویهٔ ۱۹۹۱) بازیکن هندبال اهل بحرین است.